# Томас Шаф
Томас Шаф (Манхајм, 30. април 1961) је бивши немачки фудбалер и садашњи фудбалски тренер. Играо је на позицији одбрамбеног играча. Тренер је фудбалског клуба Вердер из Бремена од 1999. године.